# Station Tanggul
Tanggul is een spoorwegstation in de Indonesische provincie Oost-Java.

## Bestemmingen
- Mutiara Timur: naar Station Surabaya Gubeng en Station Banyuwangi Baru
- Sri Tanjung: naar Station Lempuyangan en Station Banyuwangi Baru
- Tawang Alun: naar Station Malang en Station Banyuwangi Baru
- Probowangi: naar Station Probolinggo en Station Banyuwangi Baru
- Logawa: naar Station Purwokerto en Station Jember

Er is/was een gewone spoorlijn en een smalspoorlijn op één en dezelfde baan naar de suikerfabriek van Semboro, dat nog steeds een netwerk van smalspoorlijnen in de regio heeft. Naar verluidt zijn beide spoorwijdtes in elkaar nog aanwezig vanaf Semboro, maar het laatste stuk tot aan het station niet meer. 